# Dead End (2003)
Dead End ist ein Horrorfilm von Jean-Baptiste Andrea und Fabrice Canepa aus dem Jahr 2003. Im Film geht es um eine Familie, die am Weihnachtsabend zu ihren Verwandten fahren will, dort aber nie ankommt.

## Handlung
Wie jedes Jahr seit 20 Jahren sind Frank und Laura Harrington gemeinsam mit ihren Kindern Richard und Marion sowie Marions Freund Brad am Weihnachtsabend auf dem Weg zum gemeinsamen Weihnachtsfest bei Lauras Mutter. Frank entschließt sich spontan, eine Abkürzung zu nehmen, zum ersten Mal seit 20 Jahren. Als er kurz am Steuer einnickt, entgehen alle nur knapp einem Unfall. 
Bald darauf sehen sie auf der Straße eine orientierungslos umherirrende, ganz in Weiß gekleidete Frau mit einem Baby auf dem Arm. Sie wollen sie mit zu einer Waldhütte nehmen, welche sie vor einiger Zeit mit dem Wagen passiert haben. Da im Wagen nicht genügend Sitzgelegenheiten vorhanden sind, bietet Marion der Frau ihren Platz im Auto an und geht zu Fuß zur Hütte zurück. Diese Gelegenheit nutzt sie, um ihre Gedanken frei zu machen. Sie ist schwanger von Brad, liebt ihn allerdings nicht mehr und will sich eigentlich von ihm trennen. Währenddessen erzählt Brad der Frau, dass er Marion am Abend einen Heiratsantrag machen will.
An der Hütte angekommen, gehen Frank und Laura hilfesuchend hinein; Richard verschwindet im Wald, um seine Lust zu befriedigen. Als Brad mit der mysteriösen Frau alleine im Wagen ist, stellt sich heraus, dass das Baby tot ist. Kurz darauf sind beide verschwunden. Doch dann taucht aus der Dunkelheit der Nacht ein  1951er Cadillac-Leichenwagen auf, in welchem Brad zu sehen ist, wie er verzweifelt gegen die Heckscheibe klopft. Marion sieht den Wagen als Einzige, als sie gerade bei der Hütte ankommt, und benachrichtigt ihre Eltern. Doch als die Harringtons dem Leichenwagen hinterherfahren, verschwindet dieser so plötzlich, wie er aufgetaucht ist. Wenig später finden sie Brads total zerfetzte Leiche mitten auf der Straße, worauf Marion einen Schock bekommt und apathisch wird.
Verzweifelt versuchen die verbliebenen Familienmitglieder, dem Alptraum zu entkommen. Doch die Zeit scheint stillzustehen, weder die Nacht noch die Straße scheinen ein Ende zu haben. Das einzig regelmäßig Wiederkehrende sind Schilder, die eine Ortschaft namens Marcott ankündigen.
Bei einem weiteren Stopp erzählt Marion von ihrer Schwangerschaft und Richard erwähnt, dass er Gras raucht. Während Marion mit ihren Eltern diskutiert, verschwindet Richard im Wald, um einen Joint zu rauchen. Dort begegnet er der weiß gekleideten Frau und es kommt zu einer Kussszene, bei der die Frau Richards Unterlippe abbeißt, er ihr aber wie in Trance in totaler Liebe verfallen ist. Danach fährt wieder der Leichenwagen vorbei. Die Familienmitglieder sehen dieses Mal Richard hinter der Heckscheibe. Die Verfolgung schlägt auch jetzt wieder fehl und sie finden nur den verbrannten Körper des Jungen auf der Straße. Beim Anblick ihres Sohnes dreht Laura durch und sie beschließen, Richard ins Auto zu laden, da dieser nicht einfach so zurückgelassen werden könne.
Marion, die sich mittlerweile wieder gefangen hat, kann jedoch nicht verhindern, dass ihre Mutter sich im Wahn aus dem fahrenden Wagen stürzt. An diese Stelle zurückgekehrt, stellen Frank und Marion fest, dass Laura verschwunden ist und sich der Leichenwagen wieder nähert. Frank schießt mit einer Schrotflinte, eigentlich eines der Weihnachtsgeschenke für die Verwandten, auf das Fahrzeug. Dieses hält daraufhin an und fährt wieder zurück. Plötzlich erscheint Laura, sie hat den Sturz scheinbar unverletzt überstanden. Allerdings stirbt sie in den Armen ihres Mannes aufgrund einer offenen Schädelverletzung am Hinterkopf. Nachdem sie die Leiche von Laura in den Wagen geladen haben, fahren Frank und Marion weiter, in der Hoffnung, endlich den Ort zu erreichen, der auf Schildern immer angekündigt wird.
Nach einer Weile halten sie an und entscheiden sich, ihren Weg zu Fuß fortzusetzen. Sie gehen mitten durch den Wald, gelangen jedoch, ohne die Straße überquert zu haben, unerklärlicherweise von der entgegengesetzten Straßenseite her wieder zum Auto zurück. Sie entschließen sich, wieder mit dem Wagen weiterzufahren. Als beide plötzlich erneut an der Waldhütte vorbeikommen, bei der sie Brad mit der Frau kurzzeitig alleine im Auto gelassen hatten, macht Frank kehrt. Er stürmt wütend ins Haus und geht danach zurück zum Auto, wo er Marion bei einem Streit bewusstlos schlägt und dann auf die Rückbank neben seine tote Frau legt. Anschließend läuft er in den Wald, weil er die Frau in Weiß zwischen den Bäumen zu sehen glaubt, und gibt mehrere Schüsse ab. Man hört eine Messerklinge und darauf folgt Stille. Marion kommt wieder zu sich. Sie hört Stimmen und nimmt Gestalten wahr, die das parkende Auto umkreisen. Sie setzt sich ans Steuer und fährt los. Kurze Zeit später ist der Benzintank leer. Sie steigt aus und trifft unerwartet wieder auf die endlose Straße, wo sich auch der Handtascheninhalt befindet, den ihre Mutter Laura nach dem Sturz aus dem Auto hinterlassen hat. Als plötzlich Blut auf Marion tropft, blickt sie nach oben und sieht in den Ästen Franks Leiche. Sie läuft alleine weiter die Straße entlang, bis sie auf vier Leichensäcke stößt, die auf der Straße aufgereiht liegen. Sie schaut in einen davon und findet darin ihren toten Vater. Der Leichenwagen erscheint erneut.
Als Marion fliehen will, steht die Frau in Weiß vor ihr, die ihr sagt, der Leichenwagen sei nicht wegen Marion hier. Die Frau steigt ein und fährt davon. Als der Wagen in der Nacht verschwindet, rast ein weiteres Auto hupend auf Marion zu, in welchem man Familie Harrington sieht.
Plötzlich wacht Marion im Krankenhaus auf und erfährt, dass ihre Familie bei einem Autounfall umgekommen ist, als ihr Vater kurz am Steuer einnickte. Im anderen Wagen saß eine junge Frau mit ihrem Baby, auch sie starben. Marion und ihr ungeborenes Baby haben den Unfall als Einzige überlebt.
Der Traum, welchen Marion gehabt zu haben scheint, war ihr gewonnener Todeskampf. Die Ortschaft, die sich auf den immer wiederkehrenden Schildern ankündigte, war der Nachname der Ärztin, die Marion behandelte. Der Leichenwagen war das Fahrzeug, das als erstes am Unfallort eintraf und Hilfe brachte. Der Fahrer des Leichenwagens erklärt, ein "Sammler" zu sein – womit angedeutet wird, dass er der personifizierte Tod ist. In der letzten Szene vor dem Abspann nimmt er die Ärztin in seinem Wagen mit. 
Kurz nachdem der Abspann beginnt, wird noch eine kurze Szene gezeigt, wie zwei Straßenarbeiter die Scherben von dem Unfall zusammenkehren und einen Zettel finden, den Frank während der Fahrt geschrieben hat. Darauf hat er notiert, was er tun möchte, wenn er das Ganze überlebt: 1) Einen Atari-Computer kaufen 2) Der coolste Großvater aller Zeiten sein. Das Finden dieses Zettels hebt den zuvor suggerierten Eindruck, das alles sei nur ein Traum gewesen, insofern wieder auf.

## Kritik
Lexikon des internationalen Films: Atmosphärisch dichter Horrorfilm nach dem üblichen "Blackwood"-Schema, der seine vielen Vorgänger nicht verleugnet, dem Sujet jedoch durch gute Darsteller und eine solide Spannung das Interesse sichert.

## Auszeichnungen
- Brussels International Fantastic Film Festival (2003) – Großer Preis des europäischen Fantasyfilms in Silber, Pegasus-Publikumspreis
- Doaui First Film Festival (2003) – Jugend-Jury-Preis
- Fant-Asia Film Festival (2003) – Jurypreis und Preis für den besten internationalen Film
- San Sebastián Horror and Fantasy Film Festival (2003) – Publikumspreis und Preis für den besten Spielfilm
- Peñíscola Comedy Film Festival (2004) – Preise für die beste Schauspielerin (Lin Shaye) und den besten Erstlingsfilm (Jean-Baptiste Andrea, Fabrice Canepa)

## Nominierungen
- Cinénygma Luxembourg International Film Festival (2003) – Großer Preis des europäischen Phantasie-Filme in Gold
- Fantasporto (2004) – Internationaler Phantasie-Film-Preis zum besten Film.